# 상하이 자오퉁 대학
상하이 자오퉁 대학(상해교통대학, 중국어 간체자: 上海交通大学, 정체자: 上海交通大學, 병음: Shànghǎi Jiāotōng Dàxué, 영어: Shanghai Jiao Tong University, 약칭 交大)는 중화인민공화국 상하이에 위치한 가장 오래되고 영향력 있는 대학 중의 하나이다. 대학은 중화인민공화국 국무원 교육부와 상하이 정부의 관할 하에 있는 국가중점대학이며, 이공계의 전통이 강하고, 베이징 대학, 칭화 대학에 이어 들어가기 힘든 학교 중 하나이다. 상하이에 소재하고 장쩌민의 출신 학교로 유명하다. 학교의 고등 교육 연구소는 매년 《세계 연구 대학 순위》를 발표하고 있는 것으로 알려져 있다.

## 역사
1896년 성선회가 황제의 칙령에 의해 상하이에 설립한 난양 공립 학교를 그 기원으로 한다. 북양대학당과 함께 중국 사람에 의해 설립된 가장 오래된 대학이다. 부지는 상하이 조계 내에 있어, 전쟁의 피해를 받을 걱정이 없었다.
1910년대 후반에 남양대학으로 이후 상하이 공업전문학당로 개칭되었다. 당시 미국 유학에서 돌아온 교수가 많아 동양의 MIT로 불리었다.
1921년 북양 정부는 각지의 국립 공업전문학당을 통합하였고, 상하이 공업전문대학은 자오퉁 대학 상하이 캠퍼스가 되었다.
중일전쟁 중에는 충칭으로 잠시 이전했다가 전쟁이 끝나고 나서 상하이로 다시 복귀했다. 그러나 국공내전 이후 일부 교수는 타이완의 신주 시에 설치된 국립 자오퉁 대학으로 옮겼다.
1956년 국무원의 결정에 따라 서북 교육 지원을 위해 60%의 인원을 시안으로 옮겨 자오퉁 대학 시안 캠퍼스로 칭했다.
1959년 7월 31일 상하이 자오퉁 대학과 시안 자오퉁 대학이 정식으로 설립되었다. 두 대학은 동시에 전국 중점 대학으로 지정되었다. 같은 해 7 월 국무원의인가를 얻어 각각 독립적인 조직 편제가 되어, 자오퉁 대학 상해 캠퍼스는 "상하이 자오퉁 대학'의 교명을 사용하게 되었다.
1981년 교육부 직속이 되었고, 1999년 상하이 농학원을 합병하였으며, 2005년에는 상하이 제2 의과대학과 합병했다. 따라서 종합대학으로 의학과가 갖추어졌다. 현재 쉬후이(徐匯) 본부와 민항(閔行), 호케진(法華鎮), 치보우(七宝), 충칭난루(重慶南路)의 5 개 캠퍼스를 가지고있다.

## 학부

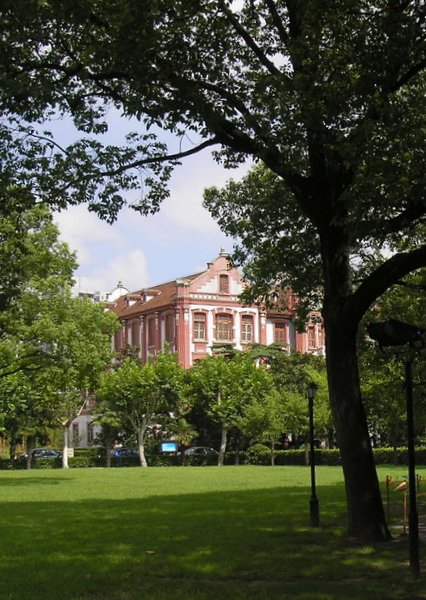
쉬후이 캠퍼스의 본 도서관

- 선박 해양과 건축 공정 학원
- 선박과 해양 공정과 (선박과 해양 공정 설계, 터빈 공정)
  - 교통 운수과
  - 항구와 해안 공정과
  - 공정 역학과
  - 토목 공정과
  - 건축학과
- 기계와 동력 공정 학원
  - 기계 공정 실천 자동화과
  - 동력 예납 근원 공정과
  - 핵 과학과과 핵 공정과
  - 산업 공정과 관리과
  - 항공 항천 공정과
- 전자정보와 전기 공정 학원
  - 전자 공정과
  - 자동화과
  - 컴퓨터 과학과 공정과
  - 전자 공정과
  - 기구 과학과 공정과
  - 연건 학원
  - 정보 안전 공정 학원
  - 재료 과학과 공정 학원
  - 재료 과학과
  - 재료 공정과
- 이학원 (理学院)
  - 수학과
  - 물리과
  - 생명 과학 기술 학원
  - 생물 과학과 기술과
  - 생물 의학 공정과
  - 생태와 환경 공정과
- 인문 대학
  - 과학사와 과학 철학과
  - 중문과
  - 역사과
  - 철학과
  - 화학공학원
  - 화학과
  - 화학 공정과
  - 고분자 과학과 공정과
- 경제와 경영 학부
  - 공상 관리과
  - 경제와 금융과
  - 관리 과학과 공정과
  - 회계와 재무과
- 국제와 공공 업무 학부
  - 행정 관리과
  - 비교 정치과
  - 국제 관계과
- 외국어 학부
  - 영어과
  - 일본어과
  - 독일어과
  - 프랑스어과
- 농업과 생물 학부
  - 식물 과학과
  - 동물 과학과
  - 임업 과학과 공정과
  - 자원과 환경과
  - 식품 과학과 공정과
- 환경 과학과 공정 학부
  - 환경 공정과
  - 환경 과학과
- 약학부
- 의학부
  - 임상 의학
  - 구강 의학
  - 의학 검사
  - 간호학과
  - 공공 사업 관리
  - 생물 의학 공정
  - 영양학
  - 시장 영업
- 개원법 학부
- 매체와 디자인 학원
  - 신문 미디어과
  - 영상 예술과
  - 예술 디자인과
  - 산업 디자인과
  - 미술과
- 마이크로 전자 학부
- 망락 교육 학부
- 가고성성형공정과
- 체육과
- 자오퉁대 미시간 대학 공동 학부
- 마이크로과학기술 연구원
- 우주과학기술연구원
- 능원연구원
- 핵과학과 공정 학부
- 성인교육 학부
- 국제교육학부
- 기술학부

## 같이 보기
- 국립 자오퉁 대학
- 시안 자오퉁 대학